# Summertime (film, 2012)
Pour les articles homonymes, voir Summertime (homonymie).
Pour plus de détails, voir Fiche technique et Distribution.
Summertime (The Dynamiter) est un film américain réalisé par Matthew Gordon, sorti en salles en 2012.

## Synopsis
Mississippi, un été étouffant dans les champs de coton. Robbie, 14 ans, est un adolescent meurtri par la vie. De père inconnu, abandonné par sa mère, il reste seul pour subvenir tant bien que mal aux besoins de son jeune demi-frère Fess et de sa grand-mère en volant et en essayant de gagner de l'argent. Son secret espoir est de un jour réunir sa famille. Surpris par un professeur mais pas dénoncé, il est incité à rédiger un journal de son été de vacances.
Un jour, son frère aîné, Lucas, réapparaît et l'incite à trouver un petit boulot. Ce sera à la station essence.

## Fiche technique
- Titre : Summertime
- Titre original :  The Dynamiter
- Réalisation : Matthew Gordon
- Scénario : Matthew Gordon et Brad Ingelsby
- Musique : Casey Immoor
- Photographie : Jeffrey Waldron
- Son : Doc Davis
- Décors : Mike Scherschel
- Montage : Kevin Abrams, Brandon Boyd
- Pays d'origine :  États-Unis
- Langues de tournage : anglais
- Producteurs : Kevin Abrams, Matthew Gordon, Merilee Holt
- Distributeur : KMBO (France)
- Genre : drame
- Durée : 73 minutes
- Dates de sortie :
  -  France : 4 juillet 2012

## Distribution
- William Ruffin : Robbie Hendrick
- Patrick Rutherford : Lucas Hendrick
- John Alex Nunnery : Fess Hendrick
- Joice Baldwin : Gimmel, la grand-mère
- Rob Demery : Henry, le frère de Mamie (comme Robert Demry)
- Byron Hughes : Le shérif Addison
- Ciara McMillan : Mamie
- Henry Nathaniel : Le chauffeur du bus scolaire
- Layne Rodgers : M. Curtis, le principal du collège

## Récompenses
- Prix du Jury au Festival du film américain de Deauville (2012).
- Sélection officielle au Festival international du film de Berlin (2012).

## Autour du film
- Le film a été tourné à Greenville (Mississippi)
- Premier long métrage de Matthew Gordon, le film a coûté 300 000 dollars, financé par sa famille et ses amis[1]